# Dworzec (film)
Dworzec – film dokumentalny z roku 1980 w reżyserii Krzysztofa Kieślowskiego, ukazujący życie codzienne na Dworcu Centralnym w Warszawie.